# Ammassalik
Ammassalik este una dintre cele două diviziuni administrative (municipalitate) ale districtului Tunu (Groenlanda de Est), cealaltă fiind Illoqqortoormiut. Are o suprafață de 232.100 km², majoritatea acoperită de gheață. Populația era, la 1 ianuarie 2005 de 3.067 de persoane.
Datorită dimensiunilor sale se învecinează cu alte 10 municipalități din Groenlanda:
- Nanortalik (sud)
- Narsaq (vest)
- Qaqortoq (vest)
- Paamiut (vest)
- Maniitsoq (vest)
- Sisimiut (vest)
- Kangaatsiaq (vest)
- Qasigiannguit (vest)
- Nuuk (vest)
- Illoqqortoormiut (nord)

La est se învecinează cu Oceanul Nord Atlantic și Strâmtoarea Danemarcei.

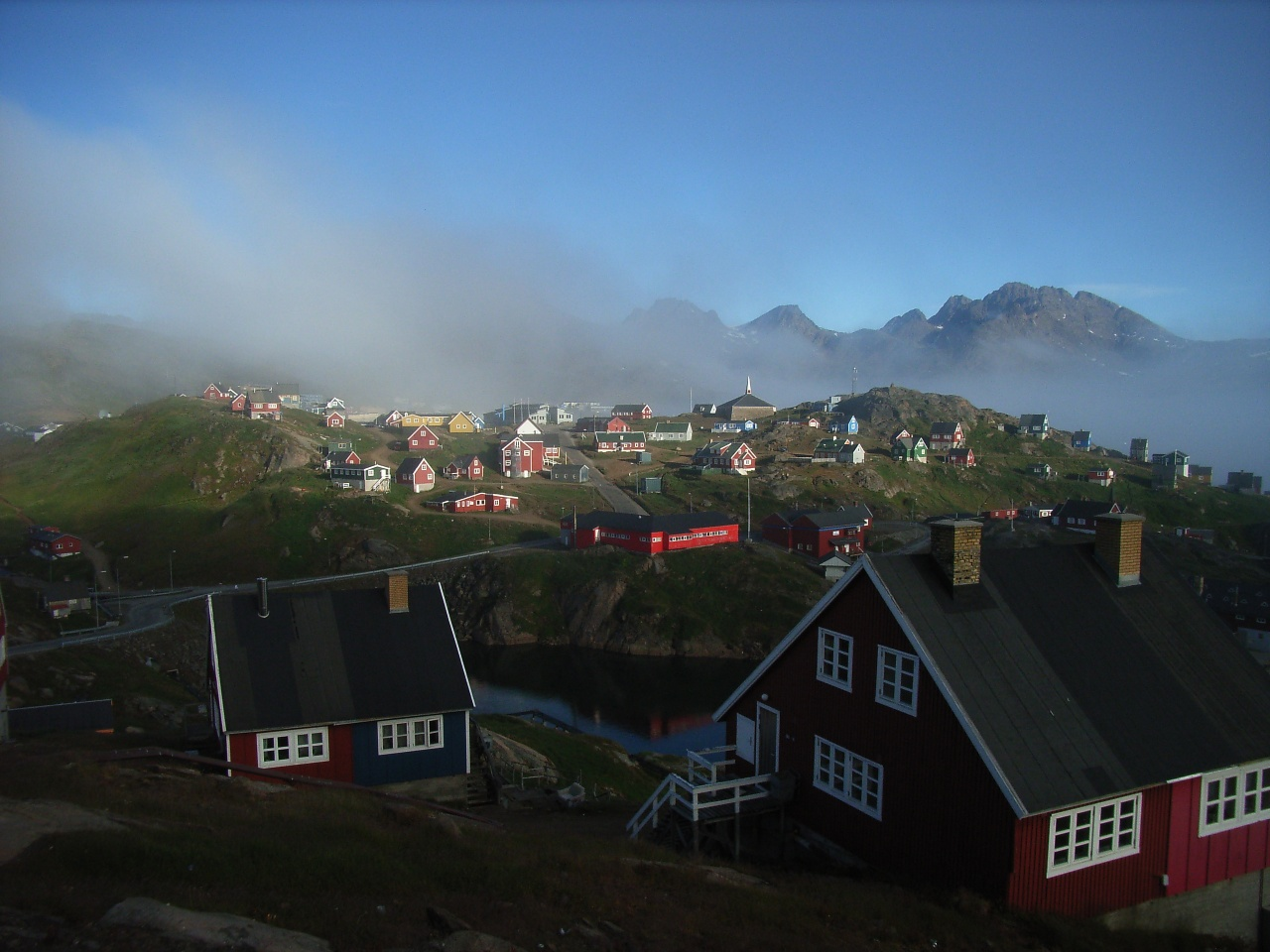
Ammassalik

Centrul administrativ este orașul Tasiilaq, cu o populație de 1.849. Se află pe insula Ammassalik Ø, care are o suprafață de 772 km². Satele aflate pe o rază de 80 km de Tasiilaq sunt:
- Ikkatteq (Ikâteq), populație 1 locuitor (pe o mică insulă la est de Ammassalik Ø)
- Isortoq (Isertoq), populație 120 locuitori
- Kulusuk (Cape Dan), populație 310 locuitori (pe o insulă la est de Ammassalik Ø)
- Kuummiut (Kúngmiut), populație 392 locuitori
- Qernertuarssuit, abandonat la 1 ianuarie 2005 (populație 1 locuitor, la 1 ianuarie 2004)
- Sermiligaaq (Sermiligâq), populație 212 locuitori
- Tiniteqilaaq, populație 148 locuitori